# Agis III
Agis III (Ἄγις) fou el vintè rei de la línia Euripòntida d'Esparta.
Era el fill gran d'Arquidam III, i va tenir un regnat breu entre el 338 aC i el 331 aC. Va succeir al seu pare, mort en la batalla de Mandúria (Magna Grècia) el 338 aC. Aquell any Esparta va perdre part del seu territori després de la victòria macedònia a Queronea i com a estat va perdre importància. Agis III però no va acceptar de bon grat l'hegemonia macedònica, i quan es va iniciar la guerra contra Pèrsia va començar a conspirar.
El 333 aC el rei, amb un petit trirrem, es va acostar als comandants perses de l'Egeu, Farnabazos i Autofradates per demanar diners per portar a terme atacs contra Alexandre el Gran a Grècia, però només va rebre 30 talents i 10 trirrems i al rebre les notícies de la batalla d'Issos va haver de cancel·lar els seus plans. Va enviar els 10 trirrems al seu germà Agesilau amb instruccions de què marxés amb ells a Creta per assegurar els interessos espartans a l'illa, i sembla que Agesilau el va obeir i va reeixir en la comanda.
El 331 aC els estats grecs es van aliar contra Macedònia. Esparta, Èlide, Acaia i part de l'Arcàdia van formar una aliança a la qual Argos, Messènia i Megalòpolis van rebutjar ingressar. En conèixer la derrota de Zopirió davant dels escites i la revolta que havia esclatat a Tràcia (331 aC), els aliats van iniciar la guerra, i Agis III va rebre el comandament de l'exèrcit aliat format per l'exèrcit lacedemoni i un cos de vuit mil grecs mercenaris que havien estat en la batalla d'Issos. Agis va derrotar els macedonis dirigits per Corragos. Llavors altres ciutats de Grècia es van unir als aliats grecs, i van assetjar Megalòpolis. Antípater va anar en ajut de la ciutat i prop de la mateixa es va lliurar una batalla en la qual Agis en va sortir derrotat i mort a una data que Apià, Diodor de Sicília i alguns altres situen entre setembre i octubre del 331 aC, però que d'altres autors ajornen fins a la primavera del 330 aC. El va succeir el seu germà Eudàmides I.